# Северное Убанги
Северное Убанги (фр. Nord-Ubangi) — провинция Демократической Республики Конго, расположенная на севере страны. Население провинции — 1 482 076 человек (2005). Административный центр — город Гбадолите.

## География
До конституционной реформы 2005 года провинция Северное Убанги была частью бывшей Экваториальной провинции. По территории провинции протекает река Убанги.

## Территории
- Бособоло[англ.]
- Бусинга[англ.]
- Мобайи-Мбонго
- Якома